# Camp (stílus)

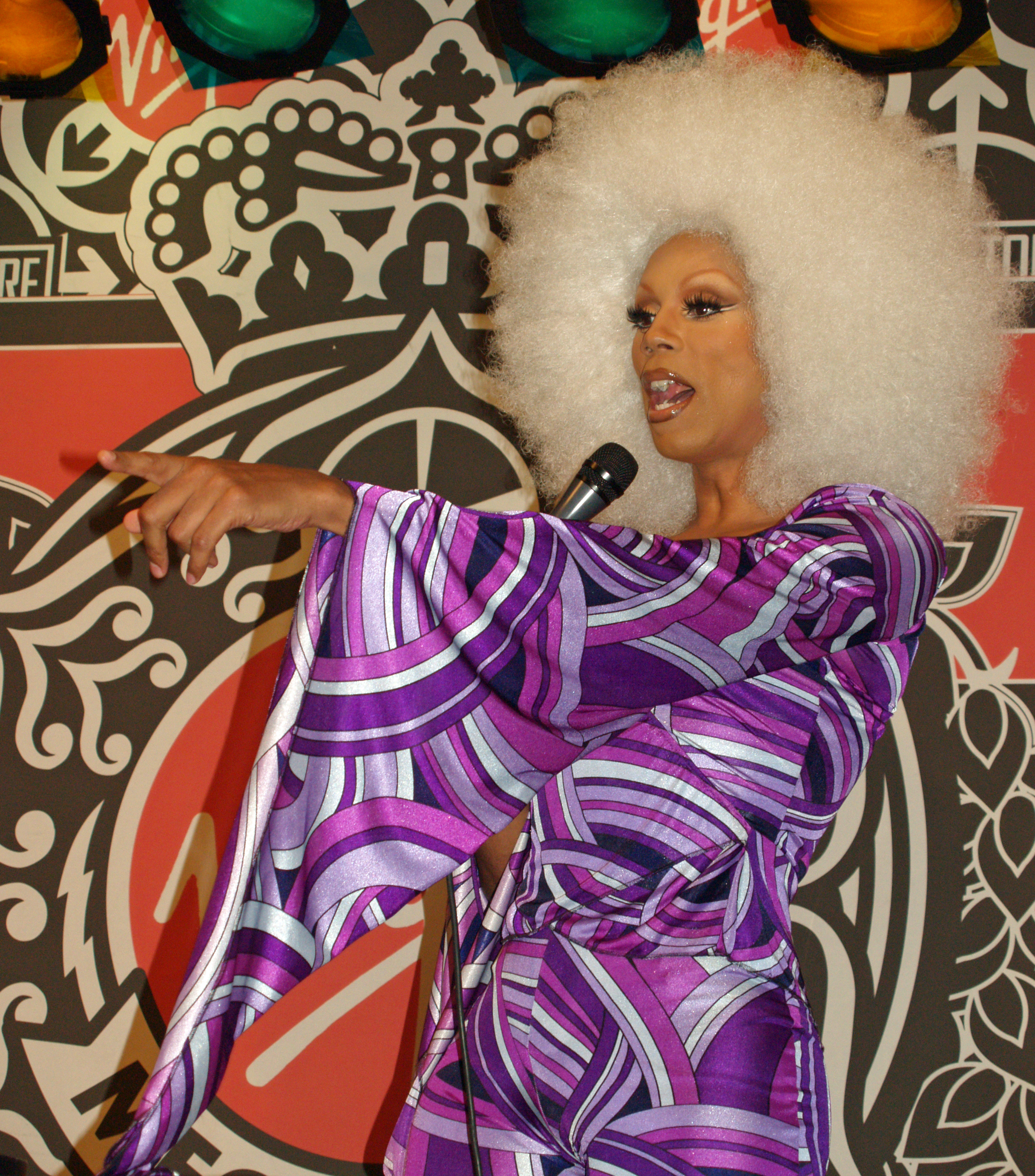

A camp egy mesterkélt, túlzásokat alkalmazó, szinte minden művészeti ágban (film, zene, irodalom, képzőművészet, divat, smink stb.) alkalmazott kifejezési forma, amely  a rossz ízlés szubkultúrájára épül.  Gyakran tartalmaz ironikus elemeket, jellemzője a  hatásvadász, a tüntetően extravagáns vagy nőies viselkedés és megjelenés, a  kitalált és modoros színészi játék, a  mesterkéltség, a játékosság és a teatralitás.  A camp stílussal jellemzik a túlzottan divatos,  nőiesen puha, homoszexuális attitűddel rendelkező  megnyilvánulást is.
A camp az 1960-as években része volt az akadémiaellenes populáris kultúrának, és  népszerűsége az 1980-as években elősegítette a  művészet és a kultúra posztmodern nézeteinek széles körű elfogadását.

## Fogalmi megközelítések
A camp szó – giccses, felszínes, talmi értelmében –  a 20. század elején keletkezett, alapja egy  francia zsargonszó: „se camper”, azaz ágálni, pöffeszkedni, magát túladagolni, megjátszani. Amikor a kifejezés  megjelent,  akkor a jelentése még csak hivalkodó, eltúlzott, affektáló, teátrális volt és a nőies viselkedésre utalt. Az  1970-es évek közepén  a definíció módosult mint közhely, mesterséges, középszerű, hivalkodó, szélsőséges természetű. Susan Sontag esszéje Notes on "Camp" (1964) (Megjegyzések a "Camp"hez) kihangsúlyozza a stílus kulcsfontosságú elemeit: ravaszság, könnyelműség, naiv hatásvadászat és a felesleges "sokkoló" elemek. Sontag szerint  a "Camp életérzés kikapcsol, depolitizál – vagy legalábbis apolitikussá tesz". A camp esetében színlelés, a  modor és az ízlés felértékelése mesterséges, vulgáris, banális.
A camp szorosan kötődik a giccshez,  és a hozzá tartozó fogalmi rendszert gyakran  a "vacak" jelzővel illetik. Susan Sontag szerint a camp öntudatos, magát felvállaló giccs. A camp tudja magáról hogy camp, a giccset "fogyasztó" közönség nem tudja, vagy nem ismeri el, hogy ami tetszik neki, az giccs.
A camp kötődik a posztmodernhez is. Sontag úgy véli, hogy  "...a camp  mindent idézőjelben lát. Ez nem egy lámpa, hanem egy „lámpa”, nem nő, hanem "nő"  Linda Hutcheon a fogalmat a  paródiával hozza összefüggésbe mint az egyik fő jellemzőjét a posztmodern művészeteknek. "A kétneműség, a hermafroditizmus vagy annak megjátszása (David Bowie) tuti, hogy camp. Ami ciki, ott minden mást jelent, mint ami"
A camp mint fogalom  az 1960-as évektől esztétikai vizsgálódások tárgya, ebből a szempontból is különbözik a giccstől, amely nem a rossz művészettel azonos, hanem egy, a művészeteken kívül értelmezett kereskedelmi célú termék. Sontag szerint a camp egyfajta esztéticizmus. „Annak a módja, hogy a világot esztétikai jelenségként értékeljük. Mégpedig ily módon camp módon nem szépsége, hanem csináltságának, stilizáltságának foka szerint”
Samuel R. Delany szerint a camp eredetileg a  nőimitátorok és prostituáltak egyfajta kifejezési formájaként jött létre, a férfiak által hordott női ruhákat  nevezték így, de „köcsögöt” is jelentett. A természetellenes esztétizálásra való törekvés elsősorban a színpadiasságban jelentkezik, és ennek fontos eleme  a nemekkel folytatott játék.  A hatvanas években a   concept art részeként jelentkezett.
Leginkább a popkultúrában, a pop-artban gyakori, de a futószalagokon gyártott tömegárura is  jellemző. Sontag szerint a camp az esztétikum fogalomkörébe tartozó valami: "A camp színtiszta esztétikum", de  egyben ravasz stilizáció, egyúttal a középosztály átverése.  A camp egyfajta életérzés,  látásmód.
A posztmodernizmus megjelenése az 1980-as években már elmosta a határokat a giccs és a "magas" művészet között. Ennek egyik megnyilvánulása az úgynevezett  "camp érzés", amely a   "nőies érzékenységgel" hozható összefüggésbe, bár ez nem ugyanaz, mint maga a camp.  Egy hipotetikus példa a  festmények világából: egy tó partján álló bőgő szarvast bizonyára giccsesnek neveznénk, ám a camp ennél többet tesz, annak érdekében, hogy ne keverjük a giccsel, a camp egy feliratot rak a képre: "úszni tilos!". Az eredeti, szentimentális  motívumot ez a felirat semlegesíti, és így lesz a képből camp. A camp keményvonalas támogatói ragaszkodtak ahhoz, hogy a "camp egy olyan  hazugság amely meg meri mondani az igazságot." 